# Martin Ohm
Pour les articles homonymes, voir Ohm.
Martin Ohm (1792-1872) est un mathématicien allemand et le frère cadet du physicien Georg Ohm.
Il obtient son doctorat en 1811 à l'université Friedrich-Alexander d'Erlangen-Nuremberg où son professeur est Karl Christian von Langsdorf. Ohm est le premier à développer complètement, en 1823, la théorie sur l'exponentielle ab avec a et b tous les deux nombres complexes. On lui attribue également l'introduction du terme « section d'or ».

## Étudiants
Les plus célèbres étudiants auprès du mathématicien Martin Ohm sont Friedrich Bachmann, Paul Bachmann, Eduard Heine, Rudolf Lipschitz, Leo Pochhammer, Friedrich Prym (en), Wilhelm Wernicke.